# Kroniki Times Square
Kroniki Times Square – amerykański serial telewizyjny (dramat) wyprodukowany przez Blown Deadline Productions, Rabbit Bandini Productions oraz HBO Entertainment. Serial jest emitowany od 10 września 2017 roku przez HBO, natomiast dzień później w Polsce na HBO Polska.

## Fabuła
Akcja serialu dzieje się w latach 70., skupia się na początkach branży pornograficznych.

## Obsada

### Główna
- James Franco jako Vincent Martino i Frankie Martino[3]
- Maggie Gyllenhaal jako Eileen „Candy” Merrell[4]
- Gbenga Akinnagbe jako Larry Brown[5]
- Chris Bauer jako Bobby Dwyer[5]
- Gary Carr jako C.C.
- Chris Coy jako Paul Hendrickson[6]
- Dominique Fishback jako Darlene
- Lawrence Gilliard Jr. jako Chris Alston
- Margarita Levieva jako Abigail „Abby” Parker[7]
- Emily Meade jako Lori
- Natalie Paul jako Sandra Washington[8]
- Michael Rispoli jako Rudy Pipilo[8]

### Role drugoplanowe
- Pernell Walker jako Ruby „Thunder Thighs”
- Method Man jako Rodney
- Daniel Sauli jako Tommy Longo[9]
- David Krumholtz jako Harvey Wasserman
- Don Harvey jako Danny Flanagan
- Mustafa Shakir jako Big Mike[6]
- Anwan Glover jako Leon
- Jamie Neumann jako Ashley
- Ralph Macchio jako oficer Haddix[10]
- Zoe Kazan jako Andrea
- James Ciccone jako Carmine Patriccia
- Garry Pastore jako Matthew Ianniello
- Finn Robbins jako Adam
- Gino Vento jako Carlos
- Aaron Dean Eisenberg jako Todd Lang

## Odcinki
| Sezon | Odcinki | Oryginalna emisja w HBO | Oryginalna emisja w HBO | Oryginalna emisja w HBO Polska | Oryginalna emisja w HBO Polska | Oryginalna emisja w HBO Polska |
| Sezon | Odcinki | Premiera sezonu         | Finał sezonu            | Premiera sezonu                | Finał sezonu                   |                                |
| ----- | ------- | ----------------------- | ----------------------- | ------------------------------ | ------------------------------ | ------------------------------ |
| 1     | 8       | 10 września 2017        | 29 października 2017    | 11 września 2017               | 30 października 2017           |                                |
| 2     | 9       | 9 września 2018         | 29 października 2018    | 10 września 2017               | 30 października 2018           |                                |
| 3     | 8       | 9 września 2019         | 28 października 2019    | 10 września 2019               | 29 października 2019           |                                |

### Sezon 1 (2017)
| Nr | # | Tytuł                | Reżyseria         | Scenariusz                                  | Premiera HBO         | Premiera HBO Polska  |
| -- | - | -------------------- | ----------------- | ------------------------------------------- | -------------------- | -------------------- |
| 1  | 1 | Pilot                | Michelle MacLaren | David Simon, George Pelecanos               | 10 września 2017     | 11 września 2017     |
| 2  | 2 | Show and Prove       | Ernest Dickerson  | Richard Price, George Pelecanos             | 17 września 2017     | 18 września 2017     |
| 3  | 3 | The Principle Is All | James Franco      | David Simon, Richard Price                  | 24 września 2017     | 25 września 2017     |
| 4  | 4 | I See Money          | Alex Hall         | George Pelecanos, Lisa Lutz                 | 1 października 2017  | 2 października 2017  |
| 5  | 5 | What Kind of Bad?    | Uta Briesewitz    | Richard Price, Will Ralston, Chris Yakaitis | 8 października 2017  | 9 października 2017  |
| 6  | 6 | Why Me?              | Roxann Dawson     | Richard Price, Marc Henry Johnson           | 15 października 2017 | 16 października 2017 |
| 7  | 7 | Au Reservoir         | James Franco      | David Simon, Megan Abbott                   | 22 października 2017 | 23 października 2017 |
| 8  | 8 | My Name Is Ruby      | Michelle MacLaren | David Simon, George Pelecanos               | 29 października 2017 | 30 października 2017 |

### Sezon 2 (2018)
| Nr | # | Tytuł                             | Reżyseria      | Scenariusz                    | Premiera HBO         | Premiera HBO Polska  |
| -- | - | --------------------------------- | -------------- | ----------------------------- | -------------------- | -------------------- |
| 9  | 1 | Our Raison d’Etre                 | Alex Hall      | David Simon, George Pelecanos | 9 września 2018      | 10 września 2018     |
| 10 | 2 | There’s an Art to This            | Alex Hall      | Richard Price                 | 16 września 2018     | 17 września 2018     |
| 11 | 3 | Seven-Fifty                       | Steph Green    | Chris Yakaitis                | 23 września 2018     | 24 września 2018     |
| 12 | 4 | What Big Ideas                    | Uta Briesewitz | Anya Epstein                  | 30 września 2018     | 1 października 2018  |
| 13 | 5 | All You’ll Be Eating is Cannibals | Zetna Fuentes  | Richard Price, Carl Capotorto | 7 października 2018  | 8 października 2018  |
| 14 | 6 | We’re All Beasts                  | Susanna White  | Megan Abbott, Stephani DeLuca | 14 października 2018 | 15 października 2018 |
| 15 | 7 | The Feminism Part                 | Tricia Brock   | Will Ralston                  | 21 października 2018 | 22 października 2018 |
| 16 | 8 | Nobody Has to Get Hurt            | Tanya Hamilton | George Pelecanos              | 28 października 2018 | 29 października 2018 |
| 17 | 9 | Inside the Pretend                | Minkie Spiro   | David Simon                   | 4 listopada 2018     | 5 listopada 2018     |

### Sezon 3 (2019)
| Nr | # | Tytuł                  | Reżyseria      | Scenariusz                     | Premiera HBO         | Premiera HBO Polska  |
| -- | - | ---------------------- | -------------- | ------------------------------ | -------------------- | -------------------- |
| 18 | 1 | The Camera Loves You   | Alex Hall      | David Simon & George Pelecanos | 9 września 2019      | 10 września 2019     |
| 19 | 2 | Morta di Fame          | Susanna White  | Carl Capotorto                 | 16 września 2019     | 17 września 2019     |
| 20 | 3 | Normal Is a Lie        | Tanya Hamilton | Iturri Sosa                    | 23 września 2019     | 24 września 2019     |
| 21 | 4 | They Can Never Go Home | James Franco   | Will Ralston                   | 30 września 2019     | 1 października 2019  |
| 22 | 5 | You Only Get One       |                | Chris Yakaitis                 | 7 października 2019  | 8 października 2019  |
| 23 | 6 | This Trust Thing       |                | Stephani Deluca                | 14 października 2019 | 15 października 2019 |
| 24 | 7 | That’s a Wrap          |                | George Pelecanos, David Simon  | 21 października 2019 | 8 października 2019  |
| 25 | 8 | Finish It              |                | George Pelecanos, David Simon  | 28 października 2019 | 29 października 2019 |

## Produkcja
W czerwcu 2015 roku, George Pelecanos i David Simon ogłosili rozpoczęcie pracy nad projektem o początkach branży erotycznej w USA.
Na początku sierpnia 2016 roku, poinformowano, że główną rolę w serialu zagra James Franco.
W kolejnym miesiącu ogłoszono, że Maggie Gyllenhaal zagra Eileen „Candy” Merrell
W październiku 2015 roku, poinformowano, że do serialu dołączyli: Margarita Levieva jako Abigail „Abby” Parker oraz Daniel Sauli jako Tommy Longo.
20 stycznia 2016 roku, stacja HBO zamówiła pierwszy sezon serialu.
W czerwcu 2016 roku poinformowano, że do obsady dołączyli: Michael Rispoli, Natalie Paul, Mustafa Shakir, Chris Coy, Chris Bauer, Gbenga Akinnagbe oraz Ralph Macchio.
19 września 2017 roku, stacja HBO przedłużyła serial o drugi sezon.
21 września 2018 roku, stacja HBO przedłużyła serial o trzeci sezon, który będzie finałową serią. Premiera 9 września 2019 roku na HBO i HBO GO.

## Nominacje do nagród

### Złote Globy
2018
- Złoty Glob – Najlepsza aktorka w serialu dramatycznym Maggie Gyllenhaal

### Filmweb
2018
- Nagroda Filmwebu – Najlepszy serial – za sezon pierwszy

### Satelity
2018
- Satelita – Najlepsza aktorka w serialu dramatycznym Maggie Gyllenhaal

### Camerimage
2017
- First Look – Konkurs Pilotów Seriali – Udział w konkursie Pepe Avila del Pino

### Amerykańska Gildia Scenarzystów
2018
- WGA (TV) – Najlepszy scenariusz nowego serialu Chris Yakaitis, David Simon, George Pelecanos, Lisa Lutz, Marc Henry Johnson, Megan Abbott, Richard Price, Will Ralston

### Amerykańskie Stowarzyszenie Operatorów Filmowych
2018
- ASC – Najlepsze zdjęcia do filmu telewizyjnego / miniserialu / odcinka pilotażowego Pepe Avila del Pino – za odcinek pilotażowy

### Critics’ Choice Television
2019
- Critics’ Choice Television – Najlepsza aktorka w serialu dramatycznym Maggie Gyllenhaal[30]